# Constance Talmadge

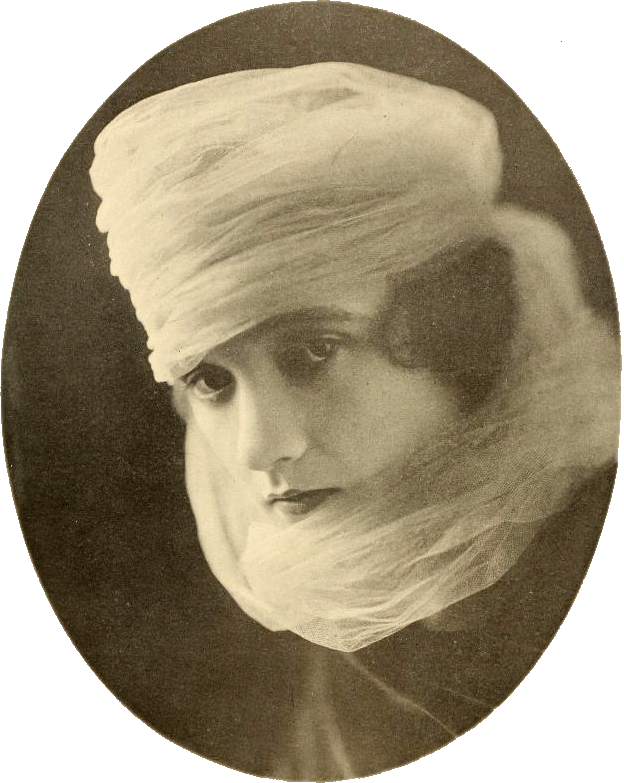
Constance Talmadge (1917)

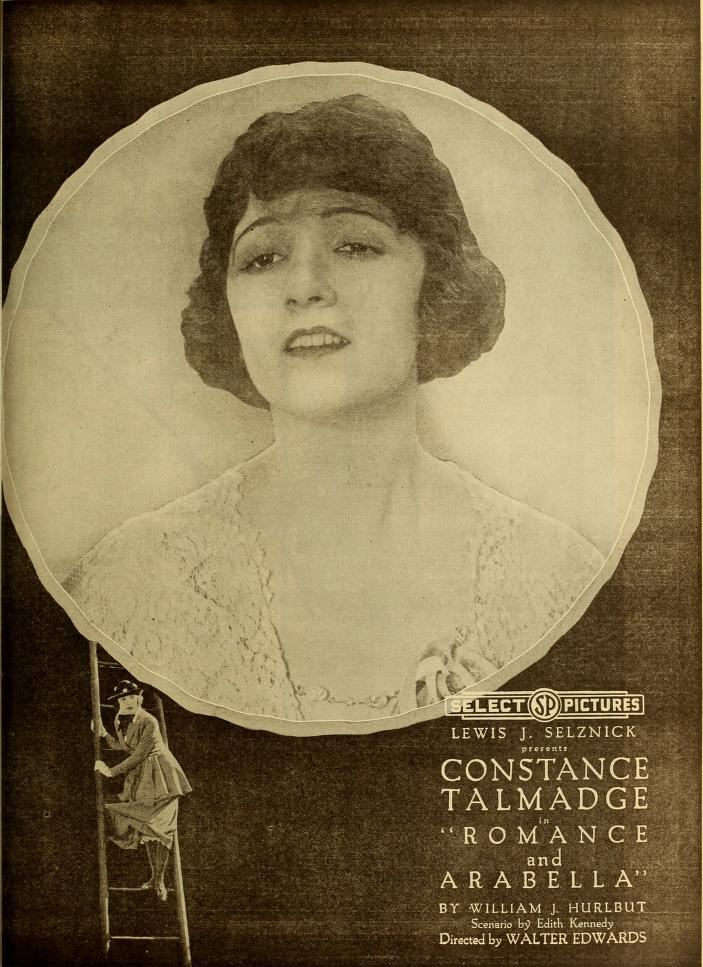
Romance and Arabella, svensk titel Kärlek och rashygien (1919)

Constance Talmadge, amerikansk skådespelerska, född 19 april 1898 i Brooklyn, New York, död 23 november 1973 i Los Angeles, Kalifornien. 
Constance  var yngre syster till Norma Talmadge och Natalie Talmadge. Hon gjorde filmdebut 1914 och under två års tid medverkade hon i många kortfilmskomedier. Hon fick sitt stora genombrott 1916 i D. W. Griffiths Intolerance i rollerna som Margareta av Valois och "The Mountain Girl". Hon hade naturlig komisk begåvning och hade stor framgång i sofistikerade komedier under 1920-talet. Särskilt Harrison Ford var hennes motspelare i åtskilliga filmer. Med ljudfilmens intåg drog hon sig tillbaka från filmen.

## Filmografi
- 1914 – Buddy's First Call
- 1914 – The Maid from Sweden
- 1916 – Intolerance
- 1916 – Detektiv-doktorn
- 1916 – Kärlekens vedermödor
- 1917 – Den allvarsamma läxan
- 1917 – En skandal
- 1916 – Syndafallet i Niagara
- 1918 – Biläventyret
- 1918 – Firmans fru
- 1918 – Silkesstrumporna
- 1818 – Andra fruars män
- 1918 – Skandalen i natt
- 1918 – Fröken X, box 1742
- 1919 – Äktenskap på narri
- 1919 – Kärlek och rashygien
- 1919 – En gång i veckan
- 1919 – Det beslöjade äventyret
- 1919 – Stenografi och kärlek
- 1922 – Kärlek måste man ha
- 1922 – Flickan från mittens rike (även producent)
- 1923 – Den vackra rebellen
- 1925 – Äktenskapsskolan
- 1925 – Hennes syster från Paris
- 1926 – Hertiginnan av Buffalo
- 1927 – Venus i Venedig
- 1927 – Giftas på prov
- 1929 – Venus (Frankrike)